# La gaviota

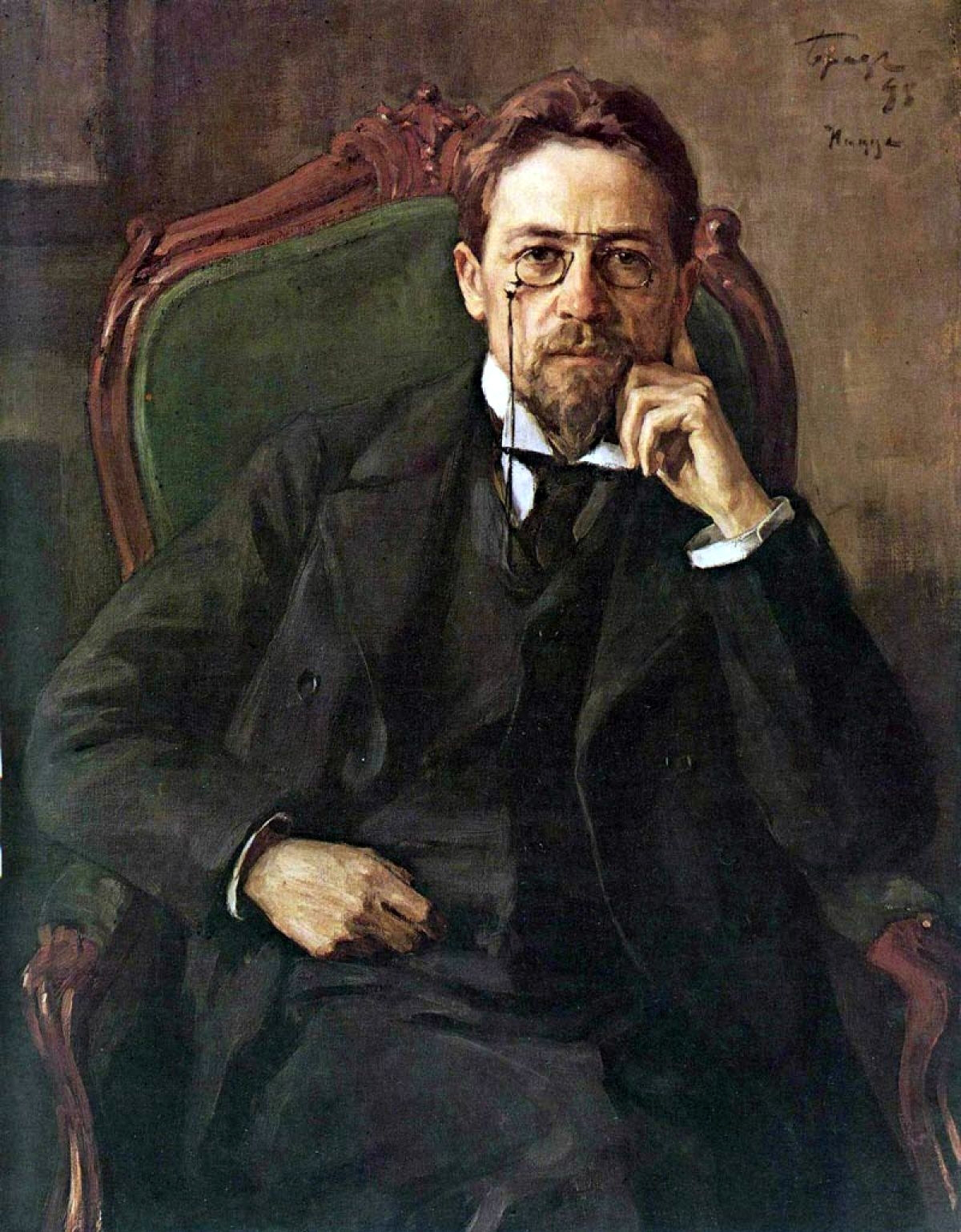
Retrato de Chéjov, creado por Osip Braz en 1898.

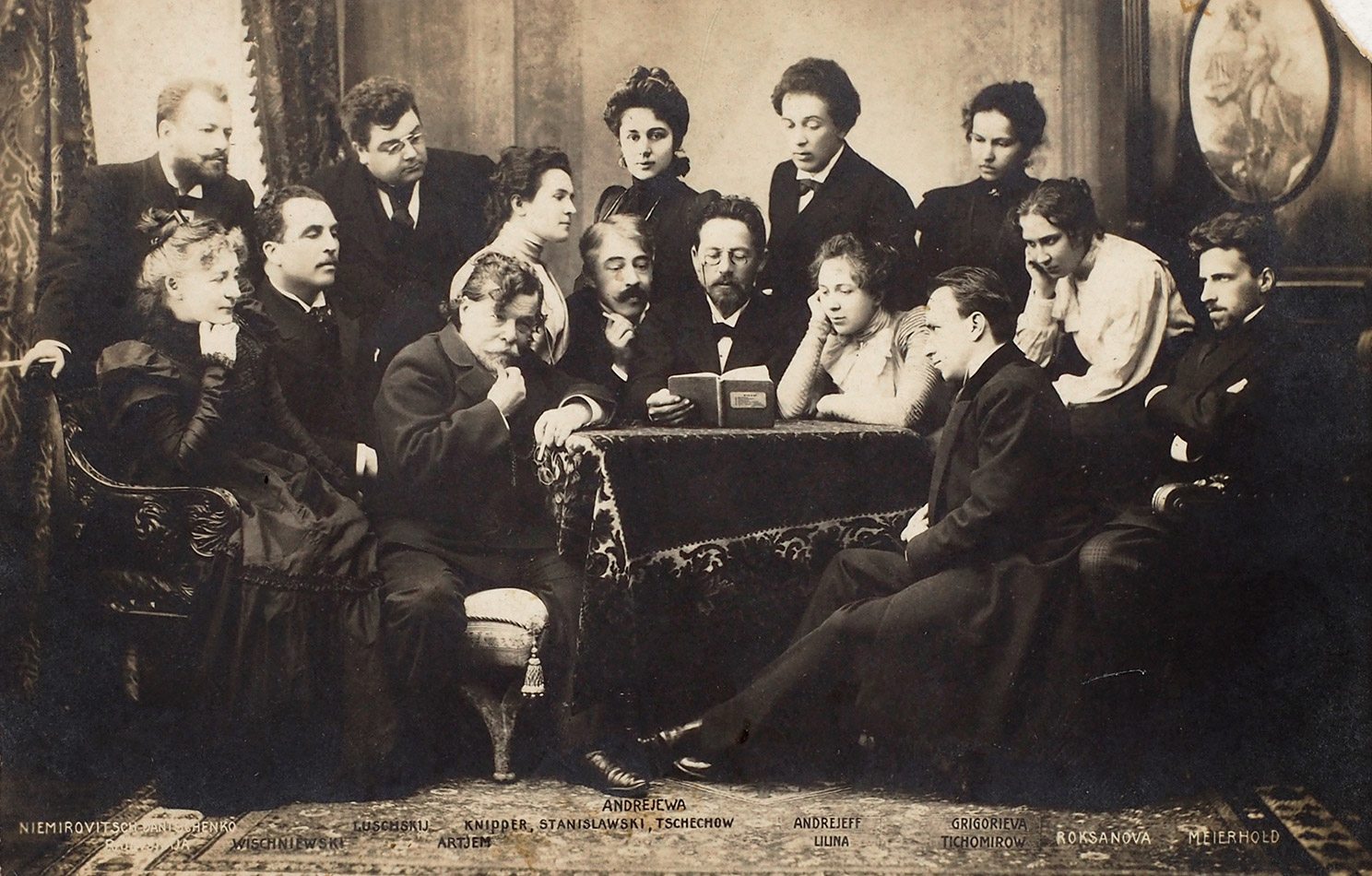
Chéjov lee La gaviota a los artistas del Teatro de Arte de Moscú. El hombre sentado en el extremo derecho de la foto es Vsévolod Meyerhold, el intérprete de Tréplev.

La gaviota (Чайка / Chayka) es una pieza teatral en cuatro actos de Antón Chéjov escrita en 1896; es la primera de las que son generalmente consideradas las cuatro obras maestras del dramaturgo y escritor ruso. Se centra en los conflictos románticos y artísticos entre cuatro personajes: La ingenua Nina, deseosa de triunfar en el teatro, la anteriormente gloriosa actriz Irina Arkádina, el dramaturgo experimental Konstantín Tréplev, hijo de Arkádina, y el famoso y curtido escritor Trigorin.
Como el resto de los dramas de Chéjov, La gaviota depende de un bien formado elenco de diferentes y bien desarrollados personajes. En oposición a muchos melodramas teatrales del siglo XIX, escabrosas acciones (como el suicidio o intento de suicidio de Tréplev, devastado por no haber conseguido siquiera la atención de Nina) suceden tras bastidores. Los personajes tienden a hablar en circunloquios alrededor de un tema, en lugar de discutirlo expresamente, un concepto conocido como 'subtexto'.
La obra tiene una fuerte relación con el Hamlet de Shakespeare. Arkádina y Tréplev lo citan en el primer acto. También hay muchas alusiones a la trama de la tragedia shakesperiana, por ejemplo, Tréplev intenta que su madre regrese y abandone al usurpador Trigorin como Hamlet intenta que la Reina Gertrudis regrese, abandonando a Claudio.
La noche de estreno de la producción en el estatal Teatro Aleksandrinski de San Petersburgo fue un famoso fracaso. Cuando Konstantín Stanislavski la dirigió en una posterior producción para el Teatro de Arte de Moscú, la obra triunfó.

## Recepción

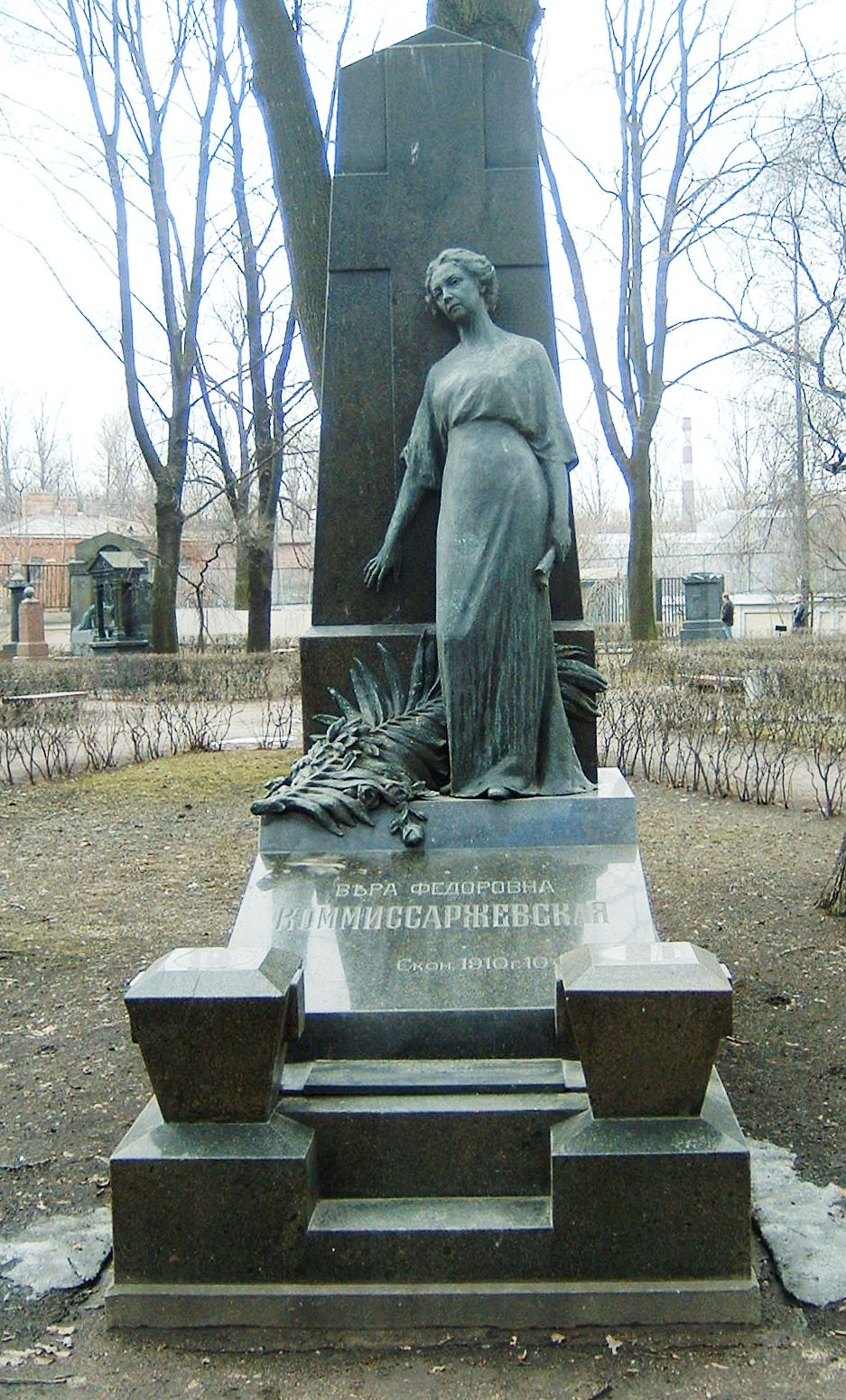
Escultura de Komissarzhévskaya en su tumba en San Petersburgo, la primera Nina.

La primera noche en que se presentó La Gaviota el 17 de octubre de 1896 en el estatal Teatro Aleksandrinski de San Petersburgo fue un desastre, abucheada por la audiencia. Vera Komissarzhévskaya, a quien algunos consideraban como la mejor actriz en Rusia, y quien, de acuerdo con Chéjov, hizo llorar a la gente en el papel de Nina durante los ensayos, fue intimidada por la hostil audiencia y perdió su voz. Al día siguiente, Chéjov, quien se había refugiado tras bastidores por los últimos dos actos, anunció al editor Alekséi Suvorin que desistía de escribir teatro. Cuando sus partidarios le aseguraron que en las siguientes representaciones hubo más éxito, Chéjov asumió que simplemente estaban siendo amables.
La Gaviota impresionó al también dramaturgo Vladímir Nemiróvich-Dánchenko, quien dijo que Chéjov debió haber ganado el premio Griboyédov ese año en su lugar. Y fue Nemiróvich-Dánchenko quien convenció a Konstantín Stanislavski dirigir la obra en el innovador Teatro de Arte de Moscú en 1898. Esta producción fue tan exitosa que el teatro adoptó la gaviota como emblema. La colaboración de Chéjov con Stanislavski fue crucial para el desarrollo creativo de ambos personajes: en Stanislavski supuso crear nuevos criterios en la dramaturgia como la cuarta pared y el subtexto, y el respeto hacia el realismo psicológico; en el caso de Chéjov fue esencial para revivir su interés en escribir para el teatro.

## La gaviotaen España
Entre las representaciones de la obra en España, puede citarse en primer lugar la dirigida en 1959 en el Teatro Windsord de Barcelona, por Alberto González Vergel, interpretada por Amparo Soler Leal, Josefina de la Torre, Francisco Piquer y Mary Paz Ballesteros. Cuatro años más tarde, en 1963, el mismo director llevó el montaje al Teatro Valle-Inclán de Madrid, contando con la interpretación de Asunción Sancho, Rafael Llamas, Ana María Noé y Mari Paz Ballesteros.
Cuatro años después, en 1967, el propio González Vergel se encargó de una versión para TVE, emitida en el espacio Estudio 1, con actuación de Julián Mateos, María Massip, Luisa Sala, Pilar Muñoz, Carmen Sáez, José María Caffarel, Francisco Pierrá, Francisco Merino, José Sepúlveda, Naftali Fuertes y Fernando Rey. 
En mayo de 1972, volvió a grabarse para Estudio 1, esta vez con Irene Gutiérrez Caba,  Julián Mateos, Julieta Serrano, Francisco Pierrá, Tomás Blanco, Pilar Puchol, Victorico Fuentes, Mercedes Borqué, Estanis González, José Luis Argüello, José María Prada (Trigorin).
En 1981 se estrenó en el Teatro Bellas Artes de Madrid una adaptación de Enrique Llovet, que interpretaron María Asquerino, Ana María Barbany, María José Goyanes, Raúl Freire, Eduardo Calvo, Luis Perezagua, Elvira Quintillá, José Vivó y Pedro Mari Sánchez, con escenografía de Gerardo Vera y dirección de Manuel Collado.
En el 2004, la directora Amelia Ochandiano presentó con la compañía Teatro de la Danza una versión protagonizada por Roberto Enríquez, Silvia Abascal, Carme Elías, Pedro Casablanc, Goizalde Núñez, Juan Antonio Quintana, Sergio Otegui, Jordi Dauder y Marta Fernández Muro entre otros.
En el 2005, la compañía Guindalera hizo una versión centrada en seis personajes protagonizada por Raúl Fernández de Pablo, María Pastor, Ana Miranda, josep albert, Ana Alonso y Alex Tormo
Rubén Ochandiano se encargó de una nueva versión puesta en escena en 2012 y que protagonizaron Toni Acosta,  Javier Albalá, Javier Pereira, Irene Visedo y Pepe Ocio.
En España, además, debe mencionarse la versión en catalán que dirigió Josep Maria Flotats en 1997, con un cartel encabezado por Nuria Espert, acompañada por Ariadna Gil, José María Pou y Ana María Barbany.
En el 2012, se puso en escena una versión de la obra por Daniel Veronese con el título de Los hijos se han dormido, interpretada por Susi Sánchez, Ginés García Millán, Miguel Rellán, Malena Alterio, Pablo Rivero, Diego Martín, Alfonso Lara, Aníbal Soto y Marina Salas.
En el 2021, en el Teatro Quique San Francisco de Madrid, la compañía Los Hijos de puso en escena una versión libre de la obra por el dramaturgo Pablo Quijano con el título de La Gaviota o los hijos de, interpretada por Tábata Cerezo, Georgina Amorós, Alejandro Jato, Xoán Fórneas y Federico Coll.

## La gaviotaen Latinoamérica
En 1990, La gaviota subió a escena en Puerto Rico en una producción de la compañía Teatro del Sesenta bajo la dirección del alemán Wolf Aniol. El montaje estuvo protagonizado por Cordelia González (Nina), Idalia Pérez Garay (Arkadina), José Félix Gómez (Trigorin) y Miguel Ramos (Tréplev). Se presentó en el Teatro de la Universidad de Puerto Rico.
En el 2022, La gaviota regresó a los escenarios de Puerto Rico en una producción de la compañía Teatro Público dirigida por Jacqueline Duprey. Protagonizada por Gabriela Saker (Nina), Luis Rivera Figueroa (Tréplev), Jacqueline Duprey (Arkadina) y Héctor Enrique Rodríguez (Trigorin), junto a Jorge Luis Ramos, Braulio Castillo, Linnette Torres, Mario Roche, Joealis Filippetti y Jorge Alexander, la obra se presentó en la Sala René Marqués del Centro de Bellas Artes Luis A. Ferré en Santurce.